# باربرا ماي كاميرون
باربرا ماي كاميرون (بالإنجليزية: Barbara May Cameron)‏ هي ناشِطة أمريكية، ولدت في 22 مايو 1954 في فورت ييتس في الولايات المتحدة، وتوفيت في 12 فبراير 2002.